# Янски, Петер
Петер Янски (чеш. Peter Jánský; 3 мая 1985, Мост, Чехословакия) — чешский хоккеист, нападающий. Чемпион Чехии 2015 года. Сейчас играет за клуб чешской первой лиги «Литомержице».

## Карьера
Петер Янски является воспитанником ХК «Мост». Играл за различные чешские клубы, самого большого успеха добился в 2015 году, став чемпионом Экстралиги в составе «Литвинова». Сейчас играет за команду «Литомержице» в чешской первой лиге. 23 февраля 2019 года Петер Янски установил личный рекорд результативности, набрав 8 очков (4 шайбы и 4 передачи) в матче с ХК «Кадань».
Также играл за сборную Чехии на этапах Еврохоккейтура с 2007 по 2011 год.

## Достижения
Чемпион Экстралиги 2015

## Статистика
Обновлено на конец сезона 2020/2021
- Чешская экстралига — 595 игр, 244 очка (135 шайб + 109 передач)
- Чешская первая лига — 212 игр, 137 очков (62+75)
- Чешская вторая лига — 35 игр, 24 очка (13+11)
- Сборная Чехии — 22 игры, 8 очков (4+4)
- Европейский трофей — 16 игр, 10 очков (7+3)
- Лига чемпионов — 7 игр, 5 очков (3+2)
- Всего за карьеру — 887 игр, 428 очков (224+204)